# یان استراسکی
یان استراسکی (انگلیسی: Jan Stráský؛ زادهٔ ۲۴ دسامبر ۱۹۴۰ – درگذشته ۶ نوامبر ۲۰۱۹) یک سیاست‌مدار اهل چکسلواکی بود. وی آخرین نخست‌وزیر این کشور از ژوئیه تا دسامبر ۱۹۹۲ بود. یان استراسکی در ۶ نوامبر ۲۰۱۹، در سن ۷۸ سالگی درگذشت.